# Pływanie na Letnich Igrzyskach Olimpijskich 1972 – 400 m stylem dowolnym kobiet
400 m stylem dowolnym kobiet – jedna z konkurencji pływackich rozgrywanych podczas XX Igrzysk Olimpijskich w Monachium. Eliminacje i finał odbyły się 30 sierpnia 1972 roku.
Swój drugi złoty medal na tych igrzyskach zdobyła Australijka Shane Gould, która czasem 4:19,04 poprawiła o ponad dwie sekundy własny rekord świata. Srebro wywalczyła Włoszka Novella Calligaris, ustanawiając nowy rekord Europy (4:22,44). Tym samym Calligaris zdobyła dla Włoch pierwszy w historii medal olimpijski w kobiecym pływaniu.  Na najniższym stopniu stanęła reprezentantka NRD, Gudrun Wegner (4:23,11).

## Rekordy
Przed zawodami rekord świata i rekord olimpijski wyglądały następująco:
| Rekord            | Zawodniczka  | Czas   | Miejsce     | Data                 | Źr    |
| ----------------- | ------------ | ------ | ----------- | -------------------- | ----- |
| Rekord świata     | Shane Gould  | 4:21,2 | Santa Clara | 9 lipca 1971         | [ 2 ] |
| Rekord olimpijski | Debbie Meyer | 4:31,8 | Meksyk      | 20 października 1968 | [ 3 ] |

W trakcie zawodów ustanowiono następujące rekordy:
| Data        | Etap konkurencji      | Zawodniczka        | Czas    | Rekord |
| ----------- | --------------------- | ------------------ | ------- | ------ |
| 30 sierpnia | wyścig eliminacyjny 1 | Jenny Wylie        | 4:27,53 | OR     |
| 30 sierpnia | wyścig eliminacyjny 4 | Novella Calligaris | 4:24,14 | OR     |
| 30 sierpnia | finał                 | Shane Gould        | 4:19,04 | WR     |

## Wyniki

### Eliminacje
| Miejsce | Wyścig | Zawodniczka          | Państwo           | Czas      | Uwagi |
| ------- | ------ | -------------------- | ----------------- | --------- | ----- |
| 1.      | 4      | Novella Calligaris   | Włochy            | 4:24,14   | Q,    |
| 2.      | 4      | Keena Rothhammer     | Stany Zjednoczone | 4:24,82   | Q     |
| 3.      | 4      | Gudrun Wegner        | NRD               | 4:25,13   | Q     |
| 4.      | 1      | Jenny Wylie          | Stany Zjednoczone | 4:27,53   | Q     |
| 5.      | 3      | Shane Gould          | Australia         | 4:28,46   | Q     |
| 6.      | 3      | Hansje Bunschoten    | Holandia          | 4:28,76   | Q     |
| 7.      | 1      | Anke Rijnders        | Holandia          | 4:29,94   | Q     |
| 8.      | 2      | Shirley Babashoff    | Stany Zjednoczone | 4:31,98   | Q     |
| 9.      | 1      | Karin Tülling        | NRD               | 4:32,56   |       |
| 10.     | 3      | Uta Schütz           | RFN               | 4:34,67   |       |
| 11.     | 2      | Karen Moras          | Australia         | 4:36,14   |       |
| 12.     | 1      | Federica Stabilini   | Włochy            | 4:36,32   |       |
| 13.     | 2      | Mary Beth Rondeau    | Kanada            | 4:36,71   |       |
| 14.     | 3      | Narelle Moras        | Australia         | 4:37,57   |       |
| 15.     | 3      | Susan Edmondson      | Wielka Brytania   | 4:39,10   |       |
| 16.     | 1      | Maria Teresa Ramírez | Meksyk            | 4:39,14   |       |
| 17.     | 2      | Anne Marie McCaffrey | Kanada            | 4:39,92   |       |
| 18.     | 4      | Olga de Angulo       | Kolumbia          | 4:40,09   |       |
| 19.     | 4      | Jaynie Parkhouse     | Nowa Zelandia     | 4:40,24   |       |
| 20.     | 3      | Ileana Morales       | Wenezuela         | 4:44,73   |       |
| 21.     | 4      | June Green           | Wielka Brytania   | 4:45,81   |       |
| 22.     | 2      | Roselina Angee       | Kolumbia          | 4:45,97   |       |
| 23.     | 2      | Belinda Phillips     | Jamajka           | 4:47,54   |       |
| 24.     | 1      | Helga Wagner         | RFN               | 4:47,61   |       |
| 25.     | 3      | Diana Sutherland     | Wielka Brytania   | 4:47,66   |       |
| 26.     | 4      | Eleni Avlonitou      | Grecja            | 4:52,10   |       |
| 27.     | 1      | Kirsten Knudsen      | Dania             | 4:53,76   |       |
| 28.     | 2      | Hsu Yue-yun          | Republika Chińska | 4:57,58   |       |
| 29.     | 4      | Patricia López       | Argentyna         | 4:59,68   |       |
| 31. !   | 2      | Elke Sehmisch        | NRD               | 9:99,99 ! | DNS   |
| 31. !   | 3      | Mireille Bassoul     | Liban             | 9:99,99 ! | DNS   |

### Finał
| Miejsce | Zawodniczka        | Państwo           | Czas    | Uwagi |
| ------- | ------------------ | ----------------- | ------- | ----- |
| 1. !    | Shane Gould        | Australia         | 4:19,04 | WR    |
| 2. !    | Novella Calligaris | Włochy            | 4:22,44 | ER    |
| 3. !    | Gudrun Wegner      | NRD               | 4:23,11 |       |
| 4.      | Shirley Babashoff  | Stany Zjednoczone | 4:23,59 |       |
| 5.      | Jenny Wylie        | Stany Zjednoczone | 4:24,07 |       |
| 6.      | Keena Rothhammer   | Stany Zjednoczone | 4:24,22 |       |
| 7.      | Hansje Bunschoten  | Holandia          | 4:29,70 |       |
| 8.      | Anke Rijnders      | Holandia          | 4:31,51 |       |